# ホームブリュー・コンピュータ・クラブ

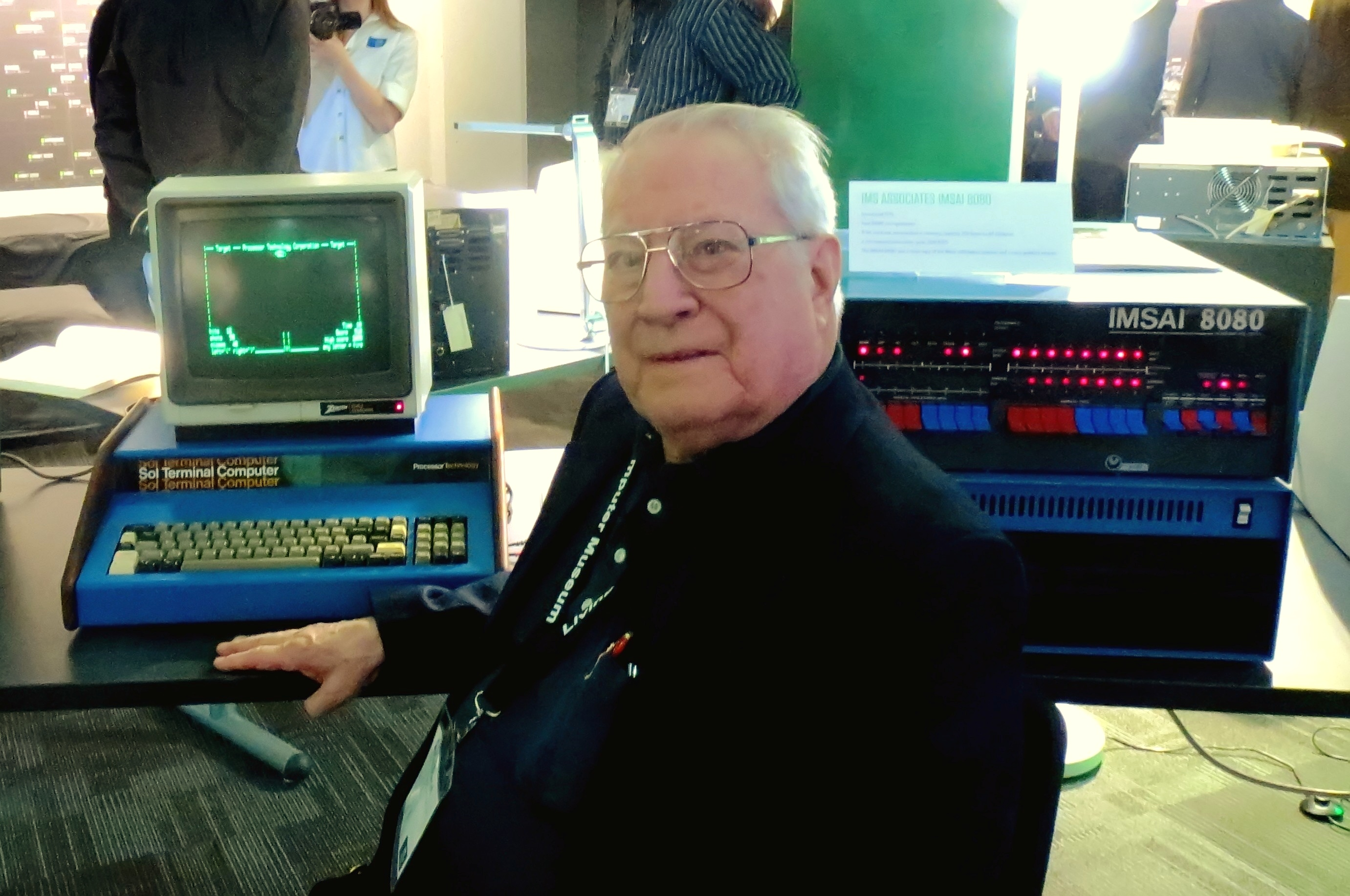
ホームブリュー・コンピュータ・クラブの共同設立者のゴードン・フレンチ（2013年にリビング・コンピュータ博物館で撮影）

ホームブリュー・コンピュータ・クラブ（英語: Homebrew Computer Club）は、カリフォルニア州サンマテオ郡メンローパークで結成された初期のコンピュータを趣味とする人々の団体（ユーザーグループ）であり、1975年3月5日から1986年12月まで活動していた。このクラブは、マイクロコンピュータ革命の発展とシリコンバレーにおける情報技術産業複合体の台頭に大きな影響を及ぼした。
Appleの創業者のスティーブ・ジョブズとスティーブ・ウォズニアックなど、著名なハッカーやコンピュータ起業家がクラブのメンバーとして名を連ねていた。このクラブは、会報や2週間に1度開かれた会合で互いのアイデアを交換し、「業界全体の坩堝」と言われている。

## 歴史

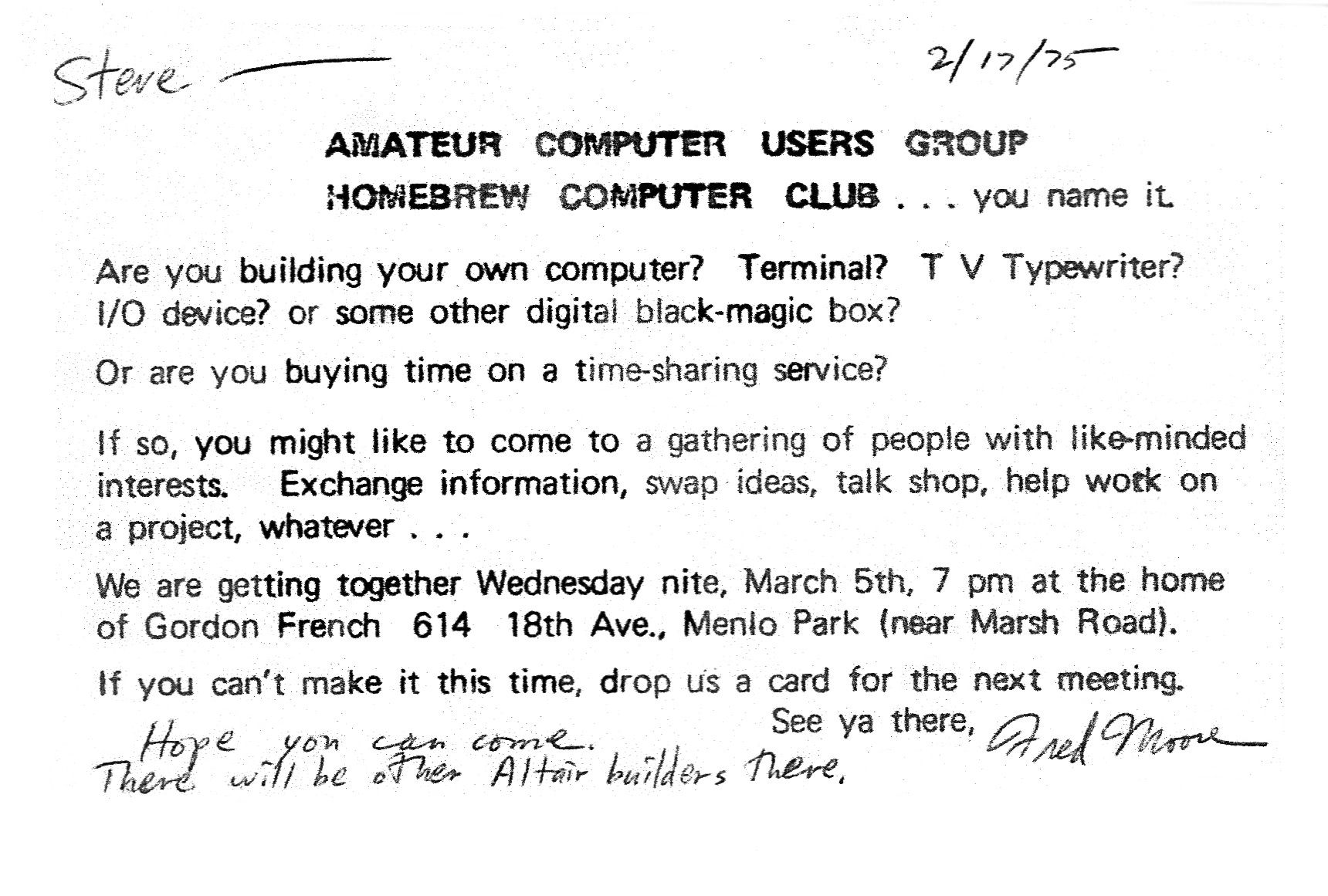
フレッド・ムーアからスティーブ・ドムピエに送られた、ホームブリュー・コンピュータ・クラブの第1回会合への招待状

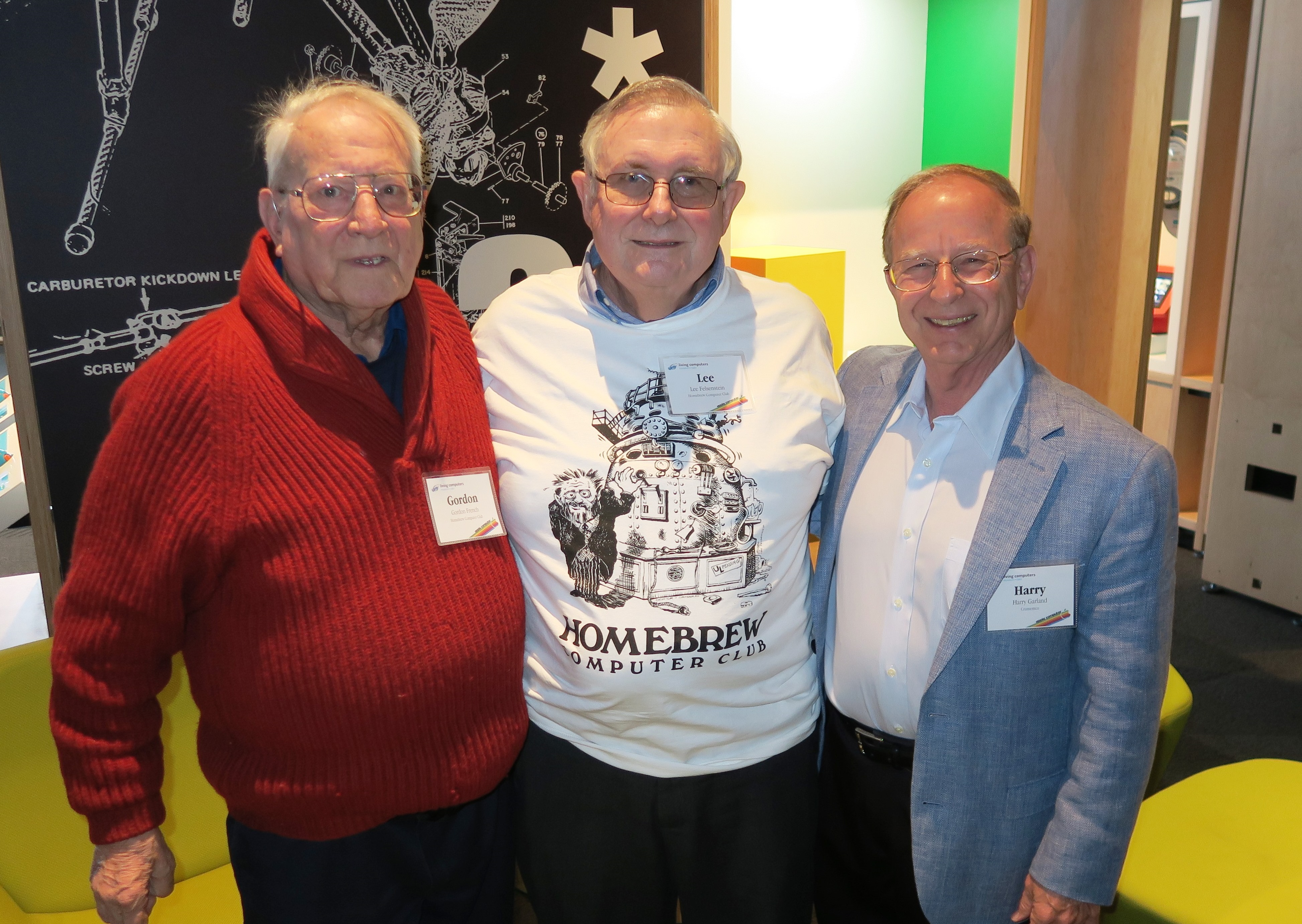
ゴードン・フレンチ、リー・フェルゼンスタイン、ハリー・ガーランドは、クラブの正式な会合の後、オアシスを頻繁に訪れていた。

ホームブリュー・コンピュータ・クラブは、電子工学の愛好家や技術系ホビーストが集まって、コンピュータ機器をDIYで製作するための電子部品、電子回路、情報などを交換する非公式な場として始まった。始まりは、ゴードン・フレンチとフレッド・ムーアがメンローパークのコミュニティ・コンピュータ・センターで出会ったことである。2人は共に、コンピュータを誰でも使えるものにするための、オープンなフォーラムを定期的に開催したいと考えていた。フレッドは1971年に全地球カタログの廃刊記念イベントの催しで約2万ドルを得ており、この資金が活用された。
クラブの最初の会合は、1975年3月5日にメンロパークのフレンチの自宅のガレージで開催された。これは、ピープルズ・コンピュータでレビューするために、メンローパークに初めてAltair 8800が送られてきたことをきっかけとして開かれたものである。スティーブ・ウォズニアックは、Apple Iの設計のインスピレーションを得たのはこの会合だったと後に書いている。その後の数回の会合は、アサートンにある保育園として使われていた大きな家で行われた。その後、SLAC国立加速器研究所の講堂で行われるようになり、1978年にはスタンフォード大学医学部に移動した。
メンバーのトッド・フィッシャーによると、この多少なりとも「公式な」会合の後、参加者はしばしば深夜に、道路の反対側のセイフウェイの駐車場で非公式な「スワップミート」（不用品交換会）のために再会したという。また、ロジャー・メレンの提案で、メンローパーク近くのエルカミノリアル通り沿いにある「オアシス」というバー＆グリル（ただし彼らはパブだと思っていた）に集まった人もいた。後にある参加者がこの店を「ホームブリューの別の集結地」と呼んだ。スティーブン・レビーが、オアシスでの集まりについて次のように書いている。
スタンフォード大学の学生たちのイニシャルが深く刻まれたテーブルが置かれた木製のブースには、ガーランド、メレン、マーシュ、フェルゼンスタイン、ドンピエール、フレンチ、そして他の誰もが顔を出したいと思った人たちが、会議のエネルギーとビールのピッチャーに元気づけられていた。
1999年のテレビ映画『バトル・オブ・シリコンバレー』（およびその原作となった書籍である Fire in the Valley: The Making of the Personal Computer）では、世界初のパーソナルコンピュータ誕生に果たしたホームブリュー・コンピュータ・クラブの役割を描いている。しかし、テレビ映画ではバークレーで会合があったように改変されており、会合の流れも実際とは異なっている。
ホームブリュー・コンピュータ・クラブの創設時のメンバーのほとんどは、モトローラ（現フリースケール）のMC6800マイクロプロセッサに因んだ「6800クラブ」を結成して、2009年現在でも会合を続けている。6800クラブは、時々「6809クラブ」や、その他のマイクロプロセッサの名を冠したりしながら、クパチーノで月例会合を続けた。

## 会員

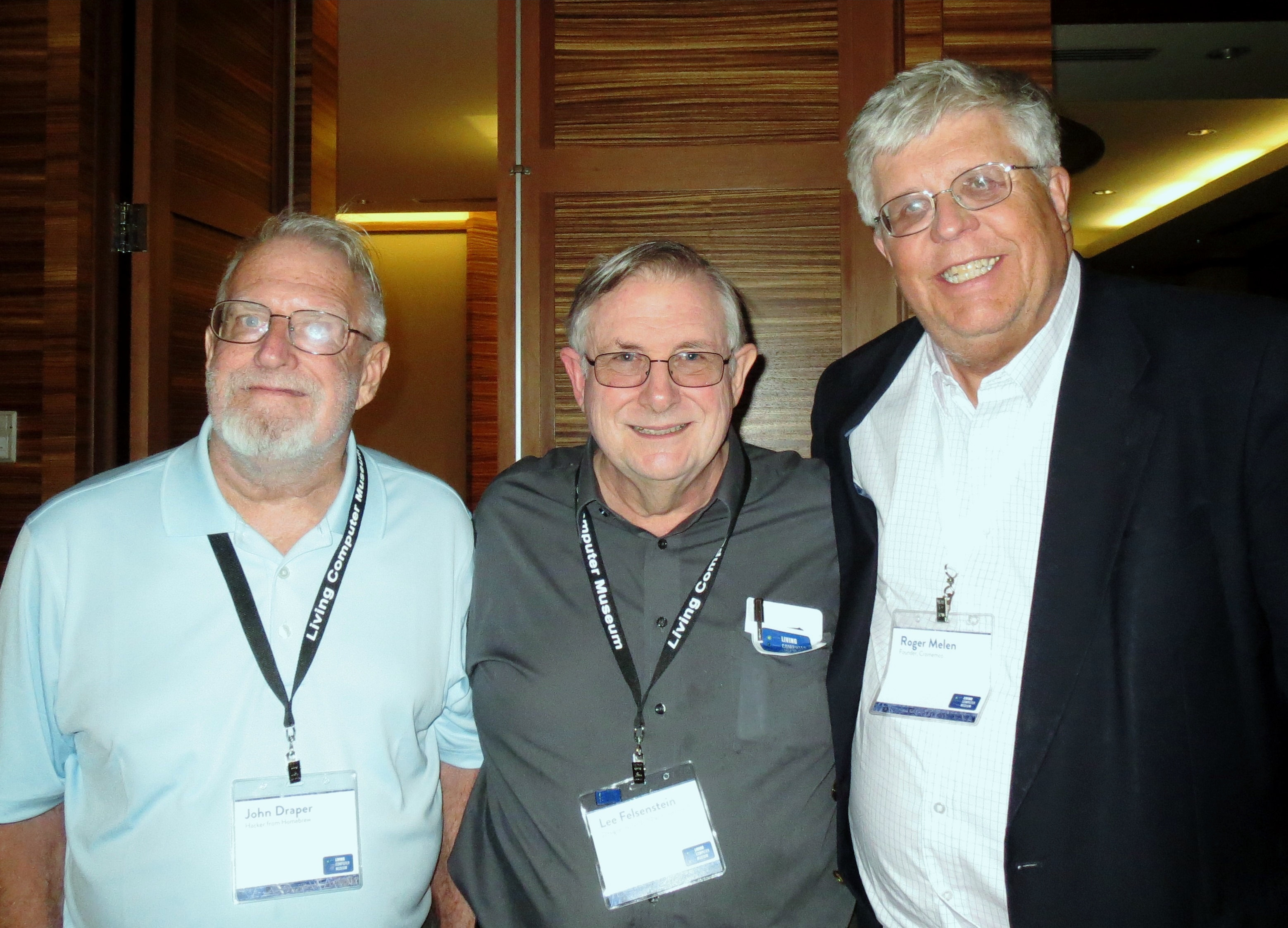
会員のジョン・T・ドレーパー（キャプテン・クランチ）、リー・フェルゼンスタイン、ロジャー・メレン

会員はホビイストだったが、多くは電子工学やプログラミングの素養があった。会合では Altair 8800や他の技術的な話題について話し合い、回路図やプログラミングのコツについて知識を交換しあった。
このクラブの会員から、マイクロコンピュータ企業を創業した者が多数出ている。例えば、Appleのスティーブ・ジョブズとスティーブ・ウォズニアック、クロメンコのハリー・ガーランドとロジャー・メレン、IMSAIのトッド・フィッシャー、モローデザインズのジョージ・モロー、バイトショップのポール・テレル、オズボーン・コンピュータのアダム・オズボーン、プロセッサ・テクノロジーのボブ・マーシュなどである。他にもクラッカーとして知られているジョン・ドレーパー、フェアチャイルド・チャンネルFを設計したジェリー・ローソン (エンジニア)、Palo Alto Tiny BasicやCromemco Dazzlerのグラフィックソフトウェアを開発した王理瑱などもいた。リー・フェルゼンスタインはクラブの会合の司会を務めた。また、地球外知的生命体探査の研究者であるダン・ワーティマーのように、他の分野の研究の道へと進んだ人もいた。

## 会報

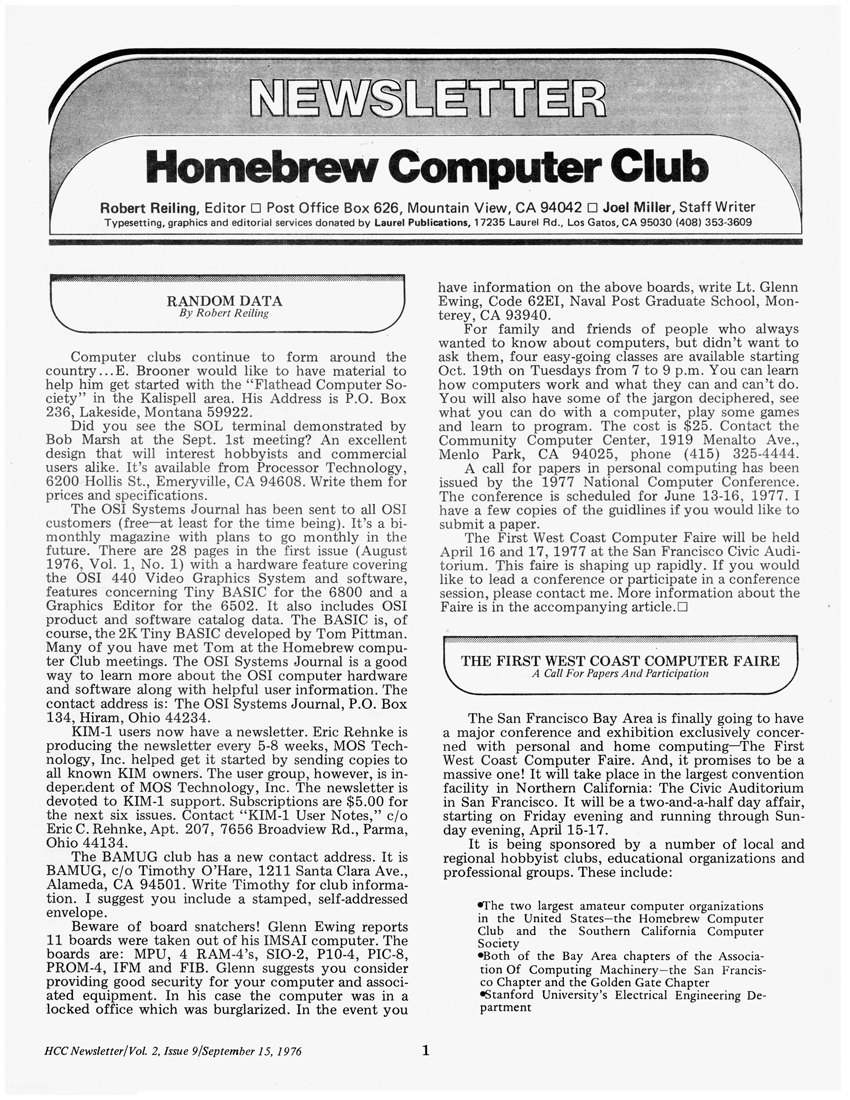
1976年9月の会報

このクラブの会報（ニュースレター）はシリコンバレーの文化形成に大きな影響を与えた。会報は会員が執筆・編集を行い、パーソナルコンピュータのアイデアを生み出し、Altairなどのコンピュータキットの組み立て方を指南したりした。そのような影響力のある出来事の一つが、ビル・ゲイツが会報に寄稿した『ホビイストたちへの公開状』という文章を掲載したことである。これは、当時の初期のハッカーらが商用ソフトウェアの著作権を侵害していることを非難するものだった。
会報の創刊号は1975年3月15日に発行され、何度か形態を変えながら1977年12月の21号まで続いた。当初、発行所の住所は頻繁に変わっていたが、後に連絡先はマウンテンビューの郵便局の私書箱に固定された。

## 大衆文化において
このクラブは、1999年のテレビ映画『バトル・オブ・シリコンバレー』や2013年の映画『スティーブ・ジョブズ』、1996年のPBSのドキュメンタリー『ナードのトライアンフ』に登場する。